# Джотаро Куджо
Джотаро Куджо (яп. 空条 承太郎, ,англ. Jotaro Kujo) — персонаж японської манґи Jojo's Bizarre Adventure, протагоніст третьої частини — Stardust Crusaders. Також відіграє провідну роль в Diamond is Unbreakable і Stone Ocean.
Куджо Джотаро з'являється в 5 різних екранізаціях, та іграх жанру екшн та файтинг. Вважається одним з найвпізнаваніших персонажів.
Джотаро — наполовину японець. Він хуліган, який жив звичайним життям, доки не повернувся старий ворог родини Джостар — вампір Діо. Побачивши, яку загрозу життю Голлі (мати Джотаро) завдає Діо, той прислухається до пропозиції свого діда Джозефа Джостара та вирушає до Єгипту заради порятунку матері та остаточного знищення вампіра.

## Створення персонажа

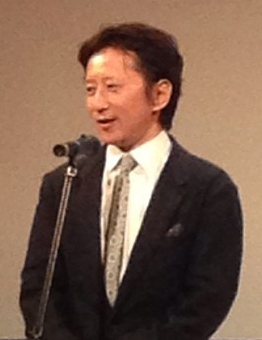
Хірохіко Аракі

Хірохіко Аракі вирішив створити японського головного героя для 3 частини (Stardust Crusaders) приблизно в кінці першої частини манґи. Під час створення образу Джотаро він надихався американським актором Клінтом Іствудом, а саме були запозичені його крилаті фрази та деякі пози[джерело?]. Фірмова поза, в якій Джотаро вказує пальцем, походить від одної з поз Іствуда з .44 Magnum.
Грубий образ головного персонажа був створений для того, щоб підкреслити його як героя, який не є зразком для наслідування.
Також його візуальний дизайн, героя в шкільній формі, бере коріння з «Вавилон II» і Міцутеру Йокоями.
Аракі написав, що Джотаро став «достатньо значущим», щоб виступати як синонім для «Химерних пригод ДжоДжо» в цілому. Він також розповів, що базував візуальний дизайн наступних ДжоДжо на Джотаро, а потім працював над тим, щоб відокремити їх від образу Джотаро.
Інші персонажі, за словами Аракі, були створенні для контрасту з Джотаро та через те, що роль «ДжоДжо» Джозеф Джостар займав у власній сюжетній арці. Аракі дав зрозуміти, що Джотаро буде протагоністом в Stardust Crusaders.
Особисту увагу манґака звернув на зв'язок особистості персонажа з його зовнішнім виглядом так, щоб читач міг з першого погляду зрозуміти, хто перед ним знаходиться й міг більше довіряти персонажу. Одночасно Аракі помітив, що дуже важливо писати і слабкі сторони персонажа, його обмеження, з якими він вимушений миритися й вирішувати свої проблеми. Факт того, що Джотаро, згідно з сюжетом, ховається в тіні слави свого дідуся - є фактором сильного психологічного тиску на героя, який одночасно мотивує його на сміливі дії.
Також, за словами Хірохіко Аракі, основна роль іншого персонажа франшизи, Какьоїна Норіакі - це слугувати фоном для Джотаро. Хоч Какьоїн, як і Джотаро, носить шкільну форму, між ними відчувається різниця навіть візуально. Форма Какьоїна добре пошита, що дає відчуття учня-відмінника, а вільна форма Джотаро підкреслює його байдужий характер та підсилює його лякаючий хуліганський вигляд. Аракі вирішив зробити Какьоїна першим опонентом Джотаро, щоб сконцентрувати увагу на відмінностях між стандами ближньої та дальної дії.

## Зовнішність та опис
Його вага 102 кілограми, зріст 195 сантиметрів. Джотаро - високий та м'язистий чоловік. Він має темне волосся, великі брови та зелені очі (карі в OVA). Джотаро - один з представників сім'ї Джостарів, син музиканта Садао Куджо та Голлі Куджо (яка є донькою Джозефа Джостара). Оскільки його мати є англійкою, а батько японцем, Куджо Джотаро - хафу .
В кожній частині його зовнішність змінюється. Головним його аксесуаром, який зустрічається майже в кожному образі, є кепка, розірвана ззаду, пальто довжиною приблизно до його колін зі стоячим коміром та ланцюгами. Його зовнішній вигляд створили надихаючись персонажем Вавилон із однойменної манґи.

### Характер
Основні риси Джотаро: холоднокровний, мовчазний та проникливий. Він завжди оцінює ситуацію та навколишнє оточення. Однак під цією маскою ховається агресивний, розпещений увагою Голлі підліток, схильний до бунтарської поведінки, але відповідальність за порятунок життя матері змушує його поглянути по-новому на життя і утихомирити свій характер, хоча іноді Джотаро дуже важко стримувати свій внутрішній гнів. 
У четвертій частині манґи Diamond is Unbreakable Джотаро вже 28 років, і хоча він досі лишається мовчазним, проте його юнацький максималізм проходить, і тепер Джотаро виступає вже в ролі голосу розуму та раціональності. Також Джотаро демонструє глибоке пізнання в біології, медицині та криміналістиці, що робить з нього хорошого детектива та стратега.

### Станд
Star Platinum: один із найсильніших Стандів у серії. Він має найвищий набір характеристик і перевершує в ближньому бою такі потужні Станди, як The World та Crazy Diamond. Однією з особливостей Станду є те, що він автоматично захищає Джотаро від спрямованих на нього атак. Також стверджувалося, що Станд має надсвітлову швидкість. Але при цьому, як і більшість інших ближніх Стандів, Star Platinum має низький радіус дії – 2-3 метри від Джотаро. Карта Таро "Зірка", на честь якої його названо, насамперед символізує надію. Особливість Станду також відображена в тому, що щоразу, коли Star Platinum атакує, він кричить «Ora Ora», що стало інтернет мемом.
Star Platinum: The World: під час фінальної битви проти Діо Брандо Star Platinum пробуджує здатність зупиняти час. Це найвища форма, до якої Джотаро розвиває свій Станд. Star Platinum: The World може зупинити час на п'ять секунд. Його тривалість, схоже, коливається в залежності від того, як постійно Джотаро використовує цю здатність.

## Роль в сюжеті

### Stardust Crusaders
Японський хуліган із середньої школи Джотаро Куджо з'являється як головний герой у Stardust Crusaders. Джотаро був заарештований і відмовляється покинути свою камеру, вважаючи, що він одержимий злим духом. Після виклику Голлі, дочки Джозефа і матері Джотаро, Джозеф прибуває з соратником Мохаммедом Абдулом. Вони пояснюють, що «злий дух» Джотаро насправді є проявом його бойового духу, який називається Стандом, і показують, що вони також володіють Стандами. Джозеф пояснює, що раптова поява їхніх Стандів викликана ворогом його діда, Джонатана Джостара: Діо Брандо. Незабаром після цього Джотаро перемагає першого з цих вбивць, Норіакі Какоїна, зумівши також врятувати його від впливу паразита Діо. Незабаром Голлі починає важко хворіти через прояв Станда в ній, який повільно вбиває її через її стриману особистість. Не вагаючись, Джотаро, Джозеф, Абдул і Какоїн починають подорож до Єгипту, щоб вбити Діо і врятувати життя Голлі. Дорогою до них приєднується інший вбивця на ім’я Жан П’єр Польнарефф, який прагне помститися за свою сестру, вбивця якої є серед посіпак Діо, а також Іггі, пес, який зміг отримати Станд. Джотаро, Джозеф, Какоїн і Польнарефф зрештою стикаються з Діо і втікають з його особняка. Далі слідує погоня через Каїр, яка призводить до того, що Какоїн протистоїть Діо та його Станду, Світу. Незважаючи на смертельні рани, Какоїн розуміє, що Станд Діо вміє зупиняти час на кілька секунд, і втигає передати це Джозефу, використовуючи Смарагдовий сплеск. Джозеф хоче поділитися інформацією із Джотаро, але його смертельно ранить Діо, який використовує свою кров, щоб збільшити тривалість своєї здібності. Потім Джотаро бореться з Діо наодинці, повільно виявляючи, що він поділяє здатність Діо зупиняти час, оскільки Star Platinum має подібні здібності до The World. Битва закінчується тим, що Джотаро перемагає Діо, використовуючи цю здатність, і згодом вбиває його, перш ніж перелити кров Діо назад Джозефу і назавжди знищує вампіра, залишаючі його рештки на сонці. Згодом Джотаро і Джозеф попрощалися з Польнареффом, перш ніж повернутися до Японії, оскільки Голлі повністю одужала.

### Diamond is Unbreakable
У четвертій сюжетній арці «Diamond Is Unbreakable» Джотаро прибуває в Моріо (Японія), де зустрічає нового головного героя Джоске Хіґашиката, який, будучи позашлюбним сином Джозефа, технічно є дядьком Джотаро. Вони розслідують злочини серійного вбивці Йошикаге Кіри, який користується Стандом. Джоске допомагає Джотаро у пошуку лука і стріл, що створюють у людях Станд. Після того, як Джотаро, однокласник Джоске Коічі Хіросе та його союзник Рохан Кішібе прибувають на сцену в останньому протистоянні, Кіра намагається за допомогою фельдшера активувати його Станд і знову перемотати час, але його зупиняють Коічі та Джотаро. Потім Кіру випадково збиває прибула швидка допомога, і він помирає. Після битви Джотаро залишає Моріо зі старшим Джозефом Джостаром, який раніше приєднався до нього в цій пригоді.

### Stone Ocean
У Stone Ocean Джотаро показує своє типове серйозне ставлення, але це також поєднується з батьківським захистом його дочки Джолін, хоча його минула зневага погіршила їхні стосунки. Ще один приклад змін у стоїчному ставленні Джотаро проявляється в його стосунках з дочкою Джолін. Він часто висловлює їй свою любов, що мотивує її протягом усієї їхньої пригоди. Після того, як Джотаро "відроджується", Анасуй, один із компаньйонів Джолін, який закоханий у неї, просить Джотаро дати благословення на шлюб. Під час останньої сутички з Пуччі любов Джотаро до родини стає його слабкістю: намагаючись врятувати Джолін і вбити Пуччі, він робить помилку і не досягає успіху ні в одній із цілей, що зрештою призводить до його загибелі.

## Інтернет-меми
Аніме-серіал Jojo's Bizarre Adventure вирізняється на фоні інших аніме тим, що включає в себе численну кількість інтернет-мемів[джерело?]. Меми виникали навіть від різних фраз та поз, які показував нам Джотаро Куджо. Найвідомішими фразами є "Яре Яре Дазе" (яп. やれやれ だぜ), що перекладається приблизно як "Ну й ну", а також бойові вигуки його Станду "ORA ORA ORA".

## Критика
Відгуки щодо персонажа Джотаро були позитивними. Comic Book Resources вважали персонажа Джотаро одним з найкращих елементів його сюжетної арки, виходячи з того, наскільки він активний, незважаючи на його мовчазну особистість, порівнюючи його з героями 1980-х років.
Оглядаючи Stardust Crusaders для Anime News Network, Ребекка Сільверман насолоджувалася тим, як Джозеф з Частини 2 об'єднався з Джотаро. Котаку сподобався дизайн Джотаро, і він пожартував про те, як той завжди носить капелюх.
Незважаючи на те, що в Stardust Crusaders Джотаро не досяг законного віку для куріння в Японії, Джотаро часто курить у випусках манґи. Коли серія була адаптована у телесеріал, обличчя Джотаро було приховане під час куріння. Котаку вважав цю цензуру однією з найбезглуздіших, коли-небудь створених в аніме, оскільки навіть якщо обличчя Джотаро закрите, його сигару добре видно. THEM Anime Reviews не сподобалося те, що OVA в першу чергу зосереджувалися на Джотаро, а не на його союзниках, і розкритикували його постійний крик під час зустрічі з Діо.
UK Anime Network похвалила, наскільки «дивними» є його пошуки порятунку матері, оскільки тіло його пра-прадіда використовується ворогом Діо. Джоелю Лойндсу із The Linc сподобалися відмінні особистості у різних Джоджо, вказавши на те, як стійкість Джотаро контрастує з Джозефом. Станд, яким він володіє, Star Platinum, отримав похвалу за те, що він бореться разом з Джотаро, використовуючи шквал кількох ударів, в той час як Джотаро постійно вигукує японське слово «Ора».
Anime UK News похвалили боротьбу Джотаро з гравцем Д'Арбі, вважаючи її унікальною серед бійок, представлених у сьоненах, оскільки замість жорстокої боротьби вони грають у покер.
The Fandom Post сподобалося включення Джотаро в 4 частині і те, як персонажам довелося знайти інші незвичні способи перемогти лиходіїв з уникненням грубої сили.

## Терміни
- «Станд» в світі JoJo — надприродна здатність тимчасово створювати з внутрішньої енергії тіла фізичну форму бойового аватара. Станди володіють різною зовнішністю і розміром і мають індивідуальні здібності. Вони можуть бути як гуманоїдної форми, так і не схожої на людей. Станд взагалі може бути тільки можливістю. Зі стандом можна народитися, або отримати рану від стріли)